# Ф1 (филм)
Ф1 (енгл. F1) амерички је спортски филм из 2025. у режији Џозефа Косињског. Глумачку поставу предводи Бред Пит, који тумачи пензионисаног возача Формуле 1. Филм је произведен у сарадњи са Међународном аутомобилском федерацијом.
Премијера је приказана 16. јуна 2025. у Њујорку, док је у биоскопима приказиван од 26. јуна 2025. у Србији, односно 27. јуна исте године у САД. Приказивање је почело током истог викенда када је почела Велика награда Аустрије. Добио је позитивне рецензије критичара и зарадио преко 579 милиона долара широм света.

## Радња
Сани Хејз (Бред Пит), возач Формуле 1 који се такмичио 1990-их, доживео је ужасну несрећу, приморавши га да се повуче из Формуле 1 и почне да се такмичи у другим дисциплинама. Власник и пријатељ тима Формуле 1, Рубен (Хавијер Бардем), контактира Хејза и замоли га да изађе из пензије како би био ментор вундеркинд-новајлије Џошуе „Ное” Пирса (Дамсон Идрис).

## Улоге
| Глумац          | Улога           |
| --------------- | --------------- |
| Бред Пит        | Сани Хејз       |
| Дамсон Идрис    | Ноа Пирс        |
| Кери Кондон     | Кејт Макена     |
| Тобајас Мензиз  | Питер Бенинг    |
| Ким Боднија     | Каспер Молински |
| Хавијер Бардем  | Рубен Сервантес |
| Шеј Вигам       | Чип Харт        |
| Џозеф Балдерама | Рико Фацио      |
| Сара Најлс      | Бернадет Пирс   |